# Cheddleton
Cheddleton – wieś i civil parish w Anglii, w Staffordshire, w dystrykcie Staffordshire Moorlands. W 2011 civil parish liczyła 6311 mieszkańców, położona nad rzeką Churnet. Cheddleton jest wspomniane w Domesday Book (1086) jako Celtetone.